# Louis Nirenberg
Louis Nirenberg (Hamilton, Ontario, 28 de febrero de 1925-Nueva York, 26 de enero de 2020) fue un matemático canadiense-estadounidense, considerado uno de los mejores analistas del siglo XX.
Casi todo su trabajo se desarrolló en el campo de las ecuaciones diferenciales parciales lineales y no lineales y su aplicación en la geometría y el análisis complejo. Hizo contribuciones fundamentales en el campo de las ecuaciones diferenciales parciales lineales y no lineales y su aplicación en la geometría y el análisis complejo. Sus contribuciones incluyen la desigualdad de interpolación de Gagliardo-Nirenberg, la cual es importante en la solución de las ecuaciones diferenciales parciales elípticas que surgen dentro de muchas áreas de las matemáticas, y la formalización de la oscilación media acotada, también conocida como espacio John-Nirenberg, que se utiliza para estudiar el comportamiento de materiales elásticos y juegos de azar, lo que se conoce como martingala.
El trabajo de Nirenberg en ecuaciones diferenciales parciales fue descrito por la Sociedad Estadounidense de Matemática en 2002 como "entre los mejores que se hayan hecho" encaminados a solucionar el problema de existencia y suavidad de Navier-Stokes de mecánica de fluidos y turbulencias, el cual es uno de los problemas del milenio y uno de los problemas no resueltos de la física.

## Biografía
Nirenberg nació en Hamilton, Ontario, hijo de inmigrantes judíos ucranianos. Estudió en el Baron Byng High School y en la McGill University, donde se licenció en BS en matemáticas y physics en 1945. Gracias a un trabajo de verano en el National Research Council of Canada, conoció a Sara Paul, la esposa de Ernest Courant. Ella habló con el padre de Courant, el eminente matemático Richard Courant, para que le aconsejara dónde debía estudiar Nirenberg física teórica. Tras la conversación, Nirenberg fue invitado a ingresar en el Instituto Courant de Ciencias Matemáticas de la Universidad de Nueva York. En 1949 se doctoró en Matemáticas, bajo la dirección de James Stoker. En su trabajo doctoral, resolvió el «problema de Weyl» en geometría diferencial, que había sido un conocido problema abierto desde 1916.
Tras su doctorado, se convirtió en profesor del Instituto Courant, donde permaneció el resto de su carrera. Fue asesor de 45 estudiantes de doctorado y publicó más de 150 artículos con varios coautores, entre los que destacan colaboraciones con Henri Berestycki, Haïm Brezis, Luis Caffarelli y Yanyan Li, entre muchos otros. Siguió realizando investigaciones matemáticas hasta los 87 años. El 26 de enero de 2020, Nirenberg falleció a la edad de 94 años.
El trabajo de Nirenberg fue ampliamente reconocido, incluyendo los siguientes premios y honores: 
Elegido miembro de la American Academy of Arts and Sciences (1965), de la American National Academy of Sciences (1965) de la Academia Nacional de Ciencias de Estados Unidos (1969), de la Sociedad Filosófica Americana (1987), de la Sociedad Estadounidense de Matemática.
Recibió muchos honores y premios, incluyendo el premio Bôcher (1959), el premio Jeffery-Williams (1987), el premio Steele (1994 y 2014), la National Medal of Science (1995), y fue el premiado inaugural del premio Crafoord (1982) y la medalla Chern (2010),Steele Prize for Lifetime Achievement (1994), Medalla Nacional de la Ciencia (1995), Premio Steele a la Contribución Seminal a la Investigación (2014), con Luis Caffarelli y Robert Kohn, por su artículo [CKN82] sobre las ecuaciones de Navier-Stokes, En 2015 se le otorgó el premio Abel junto a John Nash.
Le fue conferido el título de Doctor en Ciencia, honoris causa, en la Universidad de Columbia Británica en 2010.

## Selección de obras
- Functional Analysis. Courant Institute 1961.
- Lectures on linear partial differential equations. En: Conference Board of the Mathematical Sciences of the AMS. American Mathematical Society, Providence (Rhode Island) 1973.
- Topics in Nonlinear Functional Analysis. Courant Institute 1974.
- Partial differential equations in the first half of the century, en Jean-Paul Pier Development of mathematics 1900-1950, Birkhäuser 1994